# Mikuláš z Bubna-Litic
Mikuláš z Bubna-Litic, křtěný Mikuláš Maria Michael Alois, též Mikuláš Bubna z Litic nebo Mikuláš hrabě z Bubna-Litic (14. června 1897 Doudleby nad Orlicí – 17. srpna 1954 Štýrský Hradec), byl český šlechtic a politik, ministr zemědělství Protektorátu Čechy a Morava.

## Biografie
Pocházel z českého šlechtického rodu Bubnů z Litic. Narodil se jako syn Michaela Bubny z Litic (1864–1949) a jeho manželky Eleonory Strassoldo-Graffenbergové (1872–1935). V Doudlebech vychodil českou obecnou školu. Studoval na Akademickém gymnáziu (pět tříd) a později na Malostranském gymnáziu v Praze (sexta a septima). Za 1. světové války sloužil od října 1915 v rakousko-uherské armádě u 8. dragounského pluku v Pardubicích. V roce 1916 byl po operaci zánětu středního ucha uznán služby neschopným. Politicky se neangažoval, byl ovšem aktivní ve sportovních spolcích ve východních Čechách. Věnoval se správě svého panství Doudleby-Horní Jelení, které proměnil na vzorný zemědělský statek. Profiloval se jako odborník na lesnictví. V letech 1918–1930, kdy byl doudlebský revír na základě pozemkové reformy rozdělen, byl revírníkem.
V roce 1939 podepsal prohlášení české šlechty, hlásící se k tradicím české státnosti. Od 3. února 1940 zastával funkci ministra zemědělství Protektorátu Čechy a Morava ve vládě Aloise Eliáše. Vládní portfolio si udržel do ledna 1942. V době represí proti českým protektorátním politickým elitám byl varován a skryl se. Unikl tak zatčení. Po válce byl nicméně 14. května 1945 zatčen, obviněn z kolaborace a vězněn v Praze na Pankráci po dobu 14 měsíců. Po propuštění ovšem získal doklad o národní spolehlivosti. V roce 1946 mu zemřela manželka a roku 1948 emigroval do Rakouska. Bydlel ve Vídni a znovu se oženil. V Rakousku zemřel. Rodové sídlo v Doudlebech bylo po roce 1989 navráceno jeho dětem Adamovi a Eleonoře, provdané Dujkové.

## Rodina
Dne 9. listopadu 1926 se ve Vídni oženil s Margarethou (Markétou) Hansy (14. října 1902 Baden – 16. května 1946 Rychnov nad Kněžnou), dcerou lékaře Franze Hansy, největšího akcionáře sanatoria pro plicní choroby v Semmeringu, a Marie Theresie Weißhappel. Z prvního manželství měl dvě děti:
- Adam Vít (14. 8. 1927 Villa Meran am Semmering – 10. 1. 2016[pozn. 1] Praha)
- Eleonora (24. 4. 1929 Vídeň – 29. 6. 2018 Praha)

Podruhé se oženil 19. října 1950 v Mariazell s hraběnkou Marií Malburgovou (16. 2. 1919 Stanz im Mürztal – 2007), dcerou Georga Ornsta Paula Malburga (1869–1954) a jeho ženy Margarity (Mity) Ogriseg (1891–?). I z druhého manželství měl dvě děti:
- Patrik (13. 5. 1951 Štýrský Hradec – 1. 4. 2022)
- Jindřich Jan (* 12. 2. 1953 Štýrský Hradec)